# Campodorus melanogaster
Campodorus melanogaster là một loài tò vò trong họ Ichneumonidae.